# Elecciones estatales de Acre de 2022
Las elecciones estatales en Acre en 2022 se llevaron a cabo el 2 de octubre (primera vuelta). Los electores con derecho a voto elegirán un gobernador, un vicegobernador, un senador, 8 diputados federales y 24 estatales. El actual gobernador es Gladson Cameli, de los Progresistas (PP), electo en 2018. Según la Constitución Federal, el gobernador será elegido por un período de cuatro años a partir del 1 de enero de 2023, y con la aprobación de la Enmienda Constitucional n.º 111, finalizará el 6 de enero de 2027. Para la elección al Senado Federal está en disputa la vacante que ocupa Mailza Gomes, del PP.

## Calendario electoral
| Calendario electoral       | Calendario electoral                                                                      |
| -------------------------- | ----------------------------------------------------------------------------------------- |
| 15 de mayo                 | Inicio del financiamiento para precandidatos                                              |
| 20 de julio al 5 de agosto | Convenciones partidarias para elegir candidatos y coaliciones                             |
| 2 de octubre               | Primera vuelta de las elecciones                                                          |
| 7 al 28 de octubre         | Publicidad electoral gratuita en radio y televisión relativa a una posible segunda vuelta |
| 30 de octubre              | Posible segunda vuelta electoral                                                          |
| hasta el 19 de diciembre   | Diplomatura de los elegidos por el Tribunal Electoral                                     |

## Candidatos a Gobernador de Acre
| Gobernador/a                                                                             | Gobernador/a                                                                             | Gobernador/a                                                                             | Vicegobernador/a                                                                         | Vicegobernador/a                                                                         | Vicegobernador/a                                                                         |                                                                                          | Coalición/Federación                                                                       | Tiempo en franja |
| Candidatos                                                                               | Partido                                                                                  | Partido                                                                                  | Candidatos                                                                               | Partido                                                                                  | Partido                                                                                  | N.º                                                                                      | Coalición/Federación                                                                       | Tiempo en franja |
| ---------------------------------------------------------------------------------------- | ---------------------------------------------------------------------------------------- | ---------------------------------------------------------------------------------------- | ---------------------------------------------------------------------------------------- | ---------------------------------------------------------------------------------------- | ---------------------------------------------------------------------------------------- | ---------------------------------------------------------------------------------------- | ------------------------------------------------------------------------------------------ | ---------------- |
| Marcio Bittar                                                                            |                                                                                          | UNIÃO                                                                                    | Georgia Micheletti                                                                       |                                                                                          | UNIÃO                                                                                    | 44                                                                                       |                                                                                            | 1:45             |
| Sérgio de Oliveira Cunha                                                                 |                                                                                          | PSD                                                                                      | João Tota Soares                                                                         |                                                                                          | PSD                                                                                      | 55                                                                                       | Con el Poder del Pueblo PSD, PROS, AVANTE, PTB                                             | 1:20             |
| Nilson Euclides da Silva                                                                 |                                                                                          | PSOL                                                                                     | Jane Rosas                                                                               |                                                                                          | PSOL                                                                                     | 50                                                                                       | Federación (PSOL-REDE)                                                                     | 0:22             |
| María Rocha                                                                              |                                                                                          | MDB                                                                                      | Fernando Zamora                                                                          |                                                                                          | PRTB                                                                                     | 15                                                                                       | ¡La Esperanza de un Mejor Acre Comienza Ahora! MDB, PRTB, PL, Republicanos                 | 2:02             |
| Gladson Cameli                                                                           |                                                                                          | PP                                                                                       | Mailza Assis da Silva                                                                    |                                                                                          | PP                                                                                       | 11                                                                                       | Avanzar para hacer Más PP, PDT, Federación (PSDB-Cidadania), PODE, SD, PATRI, DC, PMN, PMB | 2:56             |
| Jorge Viana                                                                              |                                                                                          | PT                                                                                       | Marcus Alexandre                                                                         |                                                                                          | PT                                                                                       | 13                                                                                       | Federación Brasil de la Esperanza (PT, PV e PCdoB)                                         | 1:32             |
| David Hall                                                                               |                                                                                          | AGIR                                                                                     | Jorgiene Carneiro                                                                        |                                                                                          | AGIR                                                                                     | 36                                                                                       | AGIR                                                                                       |                  |
| Presentación de acuerdo con la orden de propaganda electoral y representación partidaria | Presentación de acuerdo con la orden de propaganda electoral y representación partidaria | Presentación de acuerdo con la orden de propaganda electoral y representación partidaria | Presentación de acuerdo con la orden de propaganda electoral y representación partidaria | Presentación de acuerdo con la orden de propaganda electoral y representación partidaria | Presentación de acuerdo con la orden de propaganda electoral y representación partidaria | Presentación de acuerdo con la orden de propaganda electoral y representación partidaria | Presentación de acuerdo con la orden de propaganda electoral y representación partidaria   | Sobras: 0:03     |

## Candidatos al Senado Federal
| Senador/a                                                                                | Senador/a                                                                                | Senador/a                                                                                | Suplentes                                                                                | Suplentes                                                                                | Suplentes                                                                                | N.º                                                                                      | Coalición / Federación                                                                     | Tiempo en franja |
| candidato a senador                                                                      | Partido                                                                                  | Partido                                                                                  | Candidatos                                                                               | Partido                                                                                  | Partido                                                                                  | N.º                                                                                      | Coalición / Federación                                                                     | Tiempo en franja |
| ---------------------------------------------------------------------------------------- | ---------------------------------------------------------------------------------------- | ---------------------------------------------------------------------------------------- | ---------------------------------------------------------------------------------------- | ---------------------------------------------------------------------------------------- | ---------------------------------------------------------------------------------------- | ---------------------------------------------------------------------------------------- | ------------------------------------------------------------------------------------------ | ---------------- |
| Jenilson Leite                                                                           |                                                                                          | PSB                                                                                      | 1°: César Messias                                                                        |                                                                                          | PSB                                                                                      | 400                                                                                      |                                                                                            | 0:22             |
| Jenilson Leite                                                                           | 2°: Coronel Anastácio                                                                    | PSB                                                                                      |                                                                                          |                                                                                          | PSB                                                                                      | 400                                                                                      |                                                                                            | 0:22             |
| Nazaré Araújo                                                                            |                                                                                          | PT                                                                                       | 1°: Sibá Machado                                                                         |                                                                                          | PT                                                                                       | 131                                                                                      | Federación Brasil de la Esperanza (PT, PV e PCdoB)                                         | 0:45             |
| Nazaré Araújo                                                                            | 2º: Tião Bruzugu                                                                         | PT                                                                                       |                                                                                          | PV                                                                                       |                                                                                          | 131                                                                                      | Federación Brasil de la Esperanza (PT, PV e PCdoB)                                         | 0:45             |
| Sanderson Moura                                                                          |                                                                                          | PSOL                                                                                     | 1°: Augusto Maia                                                                         |                                                                                          | PSOL                                                                                     | 500                                                                                      | Federación (PSOL-REDE)                                                                     | 0:10             |
| Sanderson Moura                                                                          | 2°: Pedro Teles                                                                          | PSOL                                                                                     |                                                                                          |                                                                                          | PSOL                                                                                     | 500                                                                                      | Federación (PSOL-REDE)                                                                     | 0:10             |
| Vanda Milani                                                                             |                                                                                          | PROS                                                                                     | 1°: Solino Matos                                                                         |                                                                                          | AVANTE                                                                                   | 900                                                                                      | Con el Poder del Pueblo PSD, PROS, AVANTE, PTB                                             | 0:39             |
| Vanda Milani                                                                             | 2º: José Costa                                                                           | PROS                                                                                     |                                                                                          | PTB                                                                                      |                                                                                          | 900                                                                                      | Con el Poder del Pueblo PSD, PROS, AVANTE, PTB                                             | 0:39             |
| Marcia Bittar                                                                            |                                                                                          | PL                                                                                       | 1°: Beth Pinheiro                                                                        |                                                                                          | PL                                                                                       | 222                                                                                      | ¡La Esperanza de un Mejor Acre Comienza Ahora! MDB, PRTB, PL, Republicanos                 | 1:04             |
| Marcia Bittar                                                                            | 2º: Ivo Galvão                                                                           | PL                                                                                       |                                                                                          | MDB                                                                                      |                                                                                          | 222                                                                                      | ¡La Esperanza de un Mejor Acre Comienza Ahora! MDB, PRTB, PL, Republicanos                 | 1:04             |
| Alan Rick                                                                                |                                                                                          | UNIÃO                                                                                    | 1º: Gemil Júnior                                                                         |                                                                                          | UNIÃO                                                                                    | 444                                                                                      |                                                                                            | 0:51             |
| Alan Rick                                                                                | 2º: Coronel Casagrande                                                                   | UNIÃO                                                                                    |                                                                                          |                                                                                          | UNIÃO                                                                                    | 444                                                                                      |                                                                                            | 0:51             |
| Ney Amorim                                                                               |                                                                                          | PODE                                                                                     | 1°: Rennan Biths                                                                         |                                                                                          | PDT                                                                                      | 199                                                                                      | Avanzar para hacer Más PP, PDT, Federación (PSDB-Cidadania), PODE, SD, PATRI, DC, PMN, PMB | 1:05             |
| Ney Amorim                                                                               | 2º: Rui Óscar                                                                            | PODE                                                                                     |                                                                                          | PODE                                                                                     |                                                                                          | 199                                                                                      | Avanzar para hacer Más PP, PDT, Federación (PSDB-Cidadania), PODE, SD, PATRI, DC, PMN, PMB | 1:05             |
| Dimas Sandas                                                                             |                                                                                          | AGIR                                                                                     | 1°: Tiago Farías                                                                         |                                                                                          | AGIR                                                                                     | 364                                                                                      |                                                                                            |                  |
| Dimas Sandas                                                                             | 2º: Ivana Moura                                                                          | AGIR                                                                                     |                                                                                          |                                                                                          | AGIR                                                                                     | 364                                                                                      |                                                                                            |                  |
| Presentación de acuerdo con la orden de propaganda electoral y representación partidaria | Presentación de acuerdo con la orden de propaganda electoral y representación partidaria | Presentación de acuerdo con la orden de propaganda electoral y representación partidaria | Presentación de acuerdo con la orden de propaganda electoral y representación partidaria | Presentación de acuerdo con la orden de propaganda electoral y representación partidaria | Presentación de acuerdo con la orden de propaganda electoral y representación partidaria | Presentación de acuerdo con la orden de propaganda electoral y representación partidaria | Presentación de acuerdo con la orden de propaganda electoral y representación partidaria   | Sobras: 0:04     |

### Candidatos que renunciaron
- Beyruth (PSDB) - Renunció a su candidatura al Senado Federal.[21]

## Debates

### Gobernador
| Fecha                    | organizadores             | Mediador   | Cameli (PP) | Viana (PT) | Roca (MDB) | Petecao (PSD) | Nilson (PSOL) | bittar (UNIDAD) | Sala (AGIR) |
| ------------------------ | ------------------------- | ---------- | ----------- | ---------- | ---------- | ------------- | ------------- | --------------- | ----------- |
| 18 de septiembre de 2022 | TV Río Branco             | José Álex  | P           | P          | P          | P             | P             | P               | NI          |
| 27 de septiembre de 2022 | Amazon Network Rio Branco | fabio melo | P           | P          | P          | P             | P             | P               | NI          |
| 29 de septiembre de 2022 | Gaceta de televisión      | Salcy Lima | A           | P          | P          | P             | P             | P               | P           |

## Encuestas

### Gobernador
| Período  | Instituto                       | Muestra | Cameli (PP) | Viana (PT)                       | Roca (MDB) | Petecao (PSD) | bittar (UNIÃO) | Nilson (PSOL) | Sala (AGIR) | B/N  | NS/NR | Ventaja |    |      |      |      |       |       |
| -------- | ------------------------------- | ------- | ----------- | -------------------------------- | ---------- | ------------- | -------------- | ------------- | ----------- | ---- | ----- | ------- | -- | ---- | ---- | ---- | ----- | ----- |
| Período  | Instituto                       | Muestra | 17/08-19    | Badra Comunicación AC-07698/2022 | 1 056      | 36,5%         | 19,2%          | 7,8%          | 7,6%        | B/N  | NS/NR | Ventaja | 5% | 0,5% | 0,3% | 9,1% | 13,9% | 17,3% |
| 23-29/08 | IPEC AC-09020/2022              | 800     | 51%         | 27%                              | 6%         | 5%            | dos%           | 1%            | 0%          | 4%   | 3%    | 24%     |    |      |      |      |       |       |
| 05-08/09 | Perfil AC-07846/2022            | 1 430   | 49,1%       | 24,4%                            | 8,8%       | 5,4%          | 3,4%           | 0,6%          | 0,4%        | 2,4% | 0,4%  | 24,7%   |    |      |      |      |       |       |
| 10-12/09 | RealTime Big Data AC-09556/2022 | 1000    | 45%         | 21%                              | 9%         | 6%            | 6%             | 0%            | 0%          | 5%   | 8%    | 24%     |    |      |      |      |       |       |
| 13/09-15 | Cruce AC-05951/2022             | 1 200   | 42%         | 28%                              | 8%         | 5%            | 4%             | 1%            | 1%          | 4%   | 7%    | 14%     |    |      |      |      |       |       |
| 09/16-18 | IPEC AC-03861/2022              | 800     | 54%         | 25%                              | 6%         | 5%            | 3%             | 0%            | 1%          | 3%   | 4%    | 29%     |    |      |      |      |       |       |
| 17/09-21 | Instituto Verita AC-07978/2022  | 1 020   | 51,8%       | 24,3%                            | 10,9%      | 6,9%          | 1,9%           | —             | 0,9%        | 1,5% | 1,9%  | 27,5%   |    |      |      |      |       |       |
| 24-27/09 | Cruce AC-08454/2022             | 1 200   | 44%         | 31%                              | 10%        | 6%            | 2%             | 0%            | 1%          | 3%   | 3%    | 13%     |    |      |      |      |       |       |

### Senador Federal
| Período  | Instituto                       | Muestra | Alan (UNIÃO) | Jenilson (PSB)                  | Amorim (PODE) | Marcia (PL) | Milani (PROS) | Nazareth (PT) | Sanderson (PSOL) | Beyruth (PSDB) | Dimas (Agir) | B/N  | NS/NR | Ventaja |      |      |      |       |      |      |
| -------- | ------------------------------- | ------- | ------------ | ------------------------------- | ------------- | ----------- | ------------- | ------------- | ---------------- | -------------- | ------------ | ---- | ----- | ------- | ---- | ---- | ---- | ----- | ---- | ---- |
| Período  | Instituto                       | Muestra | 17-19/08     | Badra Comunicação AC-07698/2022 | 1 056         | 15,8%       | 9,7%          | 8,4%          | 6,4%             | 5,4%           | 3,2%         | B/N  | NS/NR | Ventaja | 1,7% | 0,6% | 0,3% | 44,6% | 3,8% | 6,1% |
| 23-29/08 | IPEC AC-09020/2022              | 800     | 29%          | 10%                             | 17%           | 15%         | 5%            | 2%            | 0%               | —              | 1%           | 9%   | 12%   | 12%     |      |      |      |       |      |      |
| 05-08/09 | Perfil AC-07846/2022            | 1 430   | 29,1%        | 13,9%                           | 15,9%         | 11,2%       | 5,2%          | 4,4%          | 2%               | —              | 0,4%         | 5,8% | 1,5%  | 13,2%   |      |      |      |       |      |      |
| 10-12/09 | RealTime Big Data AC-09556/2022 | 800     | 26%          | 11%                             | 16%           | 18%         | 5%            | 6%            | 0%               | 1%             | 0%           | 8%   | 9%    | 8%      |      |      |      |       |      |      |
| 13-15/09 | Travessia AC-05951/2022         | 1 200   | 33%          | 11%                             | 21%           | 9%          | 6%            | 6%            | 2%               | —              | 0%           | 6%   | 6%    | 12%     |      |      |      |       |      |      |
| 16-18/09 | IPEC AC-03861/2022              | 800     | 33%          | 9%                              | 18%           | 15%         | 4%            | 6%            | 1%               | –              | 1%           | 4%   | 10%   | 15%     |      |      |      |       |      |      |
| 17-21/09 | Instituto Veritá AC-07978/2022  | 1 020   | 33,9%        | 19,9%                           | 11,3%         | 10,3%       | 9%            | 8,7%          | 0,8%             | —              | 0,2%         | 2,4% | 3,1%  | 14%     |      |      |      |       |      |      |
| 24-27/09 | Travessia AC-08454/2022         | 1 200   | 31%          | 13%                             | 24%           | 11%         | 4%            | 4%            | 1%               | —              | 0%           | 6%   | 6%    | 7%      |      |      |      |       |      |      |

## Resultados

### Gobernador
| Candidatos                | Candidatos                      | Candidatos                 | Votos   | %      |
| Gobernador/a              | Gobernador/a                    | Vicegobernador/a           | Votos   | %      |
| ------------------------- | ------------------------------- | -------------------------- | ------- | ------ |
|                           | Gladson Cameli (PP)             | Mailza Gomes (PP)          | 242,100 | 56,75  |
|                           | Jorge Viana (PT)                | Marcus Alexandre (PT)      | 103,265 | 24,21  |
|                           | Mara Rocha (MDB)                | Fernando Zamora (PRTB)     | 47,173  | 11,06  |
|                           | Sérgio Petecao (PSD)            | João Tota Soares (PSD)     | 27,393  | 6,42   |
|                           | Márcio Bittar (UNIÃO)           | Georgia Micheletti (UNIÃO) | 4,773   | 1,12   |
|                           | Nilson Euclides da Silva (PSOL) | Jane Rosas (PSOL)          | 1,125   | 0,26   |
|                           | David Hall (AGIR)               | Jorgiene Carneiro (AGIR)   | 771     | 0,18   |
|                           |                                 |                            |         |        |
| Votos válidos             | Votos válidos                   | Votos válidos              | 426,600 | 93,67  |
| Votos en blanco           | Votos en blanco                 | Votos en blanco            | 7,761   | 1,70   |
| Votos nulos               | Votos nulos                     | Votos nulos                | 21,077  | 4,63   |
| Total                     | Total                           | Total                      | 455,438 | 100,00 |
| Registrados/Participación | Registrados/Participación       | Registrados/Participación  | 587,222 | 77,56  |

### Senador Federal
| Candidato                 | Candidato                 | Votos   | %      |
| ------------------------- | ------------------------- | ------- | ------ |
|                           | Alan Rick (UNIÃO)         | 154,312 | 37,46  |
|                           | Ney Amorim (PODE)         | 73,567  | 17,86  |
|                           | Jenilson Leite (PSB)      | 65,522  | 15,91  |
|                           | Marcia Bittar (PL)        | 41,159  | 9.99   |
|                           | Nazaré Araújo (PT)        | 39,555  | 9,60   |
|                           | Vanda Milani (PROS)       | 34,658  | 8,41   |
|                           | Sanderson Moura (PSOL)    | 2,763   | 0,67   |
|                           | Dimas Sandas (AGIR)       | 413     | 0,10   |
|                           |                           |         |        |
| Votos válidos             | Votos válidos             | 411,949 | 90,45  |
| Votos en blanco           | Votos en blanco           | 16,867  | 3,70   |
| Votos nulos               | Votos nulos               | 26,622  | 5,85   |
| Total                     | Total                     | 455,438 | 100,00 |
| Registrados/Participación | Registrados/Participación | 587,222 | 77,56  |

### Diputados federales electos
Estos son los 8 diputados federales elegidos por el estado de Acre.
| Candidato        | Partido      | Votos  | Ciudad de origen | Estado             |
| ---------------- | ------------ | ------ | ---------------- | ------------------ |
| Socorro Neri     | PP           | 25.842 | Tauracá          | Acre               |
| Meire Seraphim   | UNIÃO        | 21,285 | Ji-Paraná        | Rondonia           |
| Coronel Ulises   | UNIÃO        | 21,075 | Cruzeiro do Sur  | Acre               |
| Berbería Zezinho | PP           | 19,958 | Porto Walter     | Acre               |
| Gerlen Diniz     | PP           | 19,560 | Sena Madueira    | Acre               |
| Eduardo Velloso  | UNIÃO        | 16.786 | Río Branco       | Acre               |
| Antônia Lúcia    | Republicanos | 16,280 | Senador Guiomard | Acre               |
| Roberto Duarte   | Republicanos | 14.522 | Porto Alegre     | Río Grande del Sur |

#### Por Partido/Federación
| N.º                       | Partido                                          | Votos   | %      | Escaños | ±           |
| ------------------------- | ------------------------------------------------ | ------- | ------ | ------- | ----------- |
| 11                        | Progresistas (PP)                                | 93.602  | 21,55  | 3       | 3           |
| 44                        | Unión Brasil (UNIÃO)                             | 84.939  | 19,56  | 3       | 2           |
| 10                        | Republicanos (REP)                               | 59.017  | 13,59  | 2       | 1           |
| 15                        | Movimiento Democrático Brasileño (MDB)           | 39.012  | 8,98   | 0       | 2           |
| 45                        | Partido de la Social Democracia Brasileña (PSDB) | 33.412  | 7,69   | 0       | 1           |
| 55                        | Partido Social Democrático (PSD)                 | 24.158  | 5,56   | 0       | Sin cambios |
| 12                        | Partido Democrático Laborista (PDT)              | 21.856  | 5,03   | 0       | 1           |
| 19                        | Podemos (PODE)                                   | 21.069  | 4,85   | 0       | Sin cambios |
| 13                        | Partido de los Trabajadores (PT)                 | 20.487  | 4,72   | 0       | Sin cambios |
| 65                        | Partido Comunista de Brasil (PCdoB)              | 15.467  | 3,56   | 0       | 1           |
| 40                        | Partido Socialista Brasileiro (PSB)              | 6.321   | 1,46   | 0       | Sin cambios |
| 77                        | Solidaridad (SD)                                 | 4.347   | 1,00   | 0       | 1           |
| 18                        | Red de Sostenibilidad (REDE)                     | 3.016   | 0,69   | 0       | Sin cambios |
| 43                        | Partido Verde (PV)                               | 2.092   | 0,48   | 0       | Sin cambios |
| 51                        | Patriota (PATRI)                                 | 1.483   | 0,34   | 0       | Sin cambios |
| 90                        | Partido Republicano de Orden Social (PROS)       | 1.369   | 0,32   | 0       | Sin cambios |
| 50                        | Partido Socialismo y Libertad (PSOL)             | 905     | 0,21   | 0       | Sin cambios |
| 20                        | Partido Social Cristiano (PSC)                   | 704     | 0,16   | 0       | Sin cambios |
| 23                        | Ciudadanía (CIDADANIA)                           | 491     | 0,11   | 0       | Sin cambios |
| 36                        | Actuar (AGIR-36)                                 | 323     | 0,07   | 0       | Sin cambios |
| 33                        | Partido de la Movilización Nacional (PMN)        | 183     | 0,04   | 0       | Sin cambios |
|                           |                                                  |         |        |         |             |
| Votos válidos             | Votos válidos                                    | 434.253 | 95,35  |         |             |
| Votos en blanco           | Votos en blanco                                  | 11.859  | 2,60   |         |             |
| Votos nulos               | Votos nulos                                      | 9.326   | 2,05   |         |             |
| Total                     | Total                                            | 455.438 | 100,00 | 8       | Sin cambios |
| Registrados/Participación | Registrados/Participación                        | 587.222 | 77,56  |         |             |
| Fuente:                   |                                                  |         |        |         |             |

### Diputados estatales electos
| Candidato                  | Partido      | Votos  | Ciudad de origen | Estado             |
| -------------------------- | ------------ | ------ | ---------------- | ------------------ |
| Nicolau Candido            | PP           | 25.842 | Cruzeiro do Sur  | Acre               |
| Maria Antônia              | PP           | 10.485 | Brasileia        | Acre               |
| Emerson Jarude             | MDB          | 8.540  | Río Branco       | Acre               |
| Manoel Moraes              | PP           | 8.479  | Río Branco       | Acre               |
| Gilberto Lira              | UNIÃO        | 8.407  | Sena Madureira   | Acre               |
| Clodoaldo Rodrigues        | Republicanos | 8.227  | Cruzeiro do Sur  | Acre               |
| André Vale dos Santos      | PODE         | 8.157  | Río Branco       | Acre               |
| Pedro Longo                | PDT          | 7.732  | União da Vitória | Paraná             |
| José Luis Schafer          | PDT          | 7.390  | Humaitá          | Amazonas           |
| Fagner Calegário           | PODE         | 7.112  | Porto Velho      | Rondonia           |
| Luiz Gonzaga               | PSDB         | 6.680  | Cruzeiro do Sur  | Acre               |
| Whendy Lima                | UNIÃO        | 6.673  | Río Branco       | Acre               |
| Tadeu Hassem               | Republicanos | 6.175  | Brasileia        | Acre               |
| Adailton Cruz              | PSB          | 6.157  | Tarauacá         | Acre               |
| Michelle Melo              | PDT          | 5.990  | Río Branco       | Acre               |
| Edvaldo Magalhães          | PCdoB        | 5.822  | Cruzeiro do Sur  | Acre               |
| Afonso Fernandes           | PL           | 5.731  | Sena Madureira   | Acre               |
| Antonia Sales              | MDB          | 5.720  | Río Branco       | Acre               |
| José Taumaturgo Sá         | MDB          | 5.703  | Manoel Urbano    | Acre               |
| Francisco de Oliveira Viga | PDT          | 5.601  | Río Branco       | Acre               |
| Gene Diniz                 | Republicanos | 5.512  | Sena Madureira   | Acre               |
| Arlenilson Cunha           | PL           | 5.471  | Río Branco       | Acre               |
| Pablo Bregense             | PSD          | 5.386  | Sena Madureira   | Acre               |
| Eduardo Ribeiro            | PSD          | 4.810  | Passo Fundo      | Río Grande del Sur |

#### Por Partido/Federación
| N.º                       | Partido                                          | Votos   | %      | Escaños | ±           |
| ------------------------- | ------------------------------------------------ | ------- | ------ | ------- | ----------- |
| 12                        | Partido Democrático Laborista (PDT)              | 57.680  | 13,18  | 4       | 3           |
| 11                        | Progresistas (PP)                                | 45.847  | 10,48  | 3       | Sin cambios |
| 10                        | Republicanos (REP)                               | 44.442  | 10,15  | 3       | 2           |
| 22                        | Partido Liberal (PL)                             | 44.426  | 10,15  | 2       | 1           |
| 15                        | Movimento Democrático Brasileiro (MDB)           | 39.617  | 9,05   | 3       | Sin cambios |
| 44                        | Unión Brasil (UNIÃO)                             | 36.472  | 8,33   | 2       | Sin cambios |
| 55                        | Partido Social Democrático (PSD)                 | 35.491  | 8,11   | 2       | 2           |
| 19                        | Podemos (PODE)                                   | 27.462  | 6,27   | 2       | 1           |
| 40                        | Partido Socialista Brasileiro (PSB)              | 19.038  | 4,35   | 1       | Sin cambios |
| 13                        | Partido de los Trabajadores (PT)                 | 17.971  | 4,11   | 0       | 2           |
| 45                        | Partido de la Social Democracia Brasileña (PSDB) | 17.828  | 4,07   | 1       | 1           |
| 90                        | Partido Republicano de Orden Social (PROS)       | 16.541  | 3,78   | 0       | 1           |
| 77                        | Solidaridad (SD)                                 | 11.424  | 2,61   | 0       | 1           |
| 51                        | Patriota (PATRI)                                 | 10.285  | 2,35   | 0       | Sin cambios |
| 65                        | Partido Comunista de Brasil (PCdoB)              | 6.447   | 1,47   | 1       | 1           |
| 50                        | Partido Socialismo y Libertad (PSOL)             | 2.229   | 0,51   | 0       | Sin cambios |
| 23                        | Ciudadanía (Cidadania)                           | 963     | 0,22   | 0       | 1           |
| 27                        | Democracia Cristiana (DC)                        | 563     | 0,13   | 0       | 2           |
| 36                        | Actuar (AGIR-36)                                 | 485     | 0,11   | 0       | Sin cambios |
| 43                        | Partido Verde (PV)                               | 269     | 0,06   | 0       | 1           |
| 18                        | Red de Sostenibilidad (REDE)                     | 152     | 0,03   | 0       | Sin cambios |
| 33                        | Partido de la Movilización Nacional (PMN)        | 138     | 0,03   | 0       | 1           |
|                           |                                                  |         |        |         |             |
| Votos válidos             | Votos válidos                                    | 435.770 | 95,68  |         |             |
| Votos en blanco           | Votos en blanco                                  | 9.533   | 2,09   |         |             |
| Votos nulos               | Votos nulos                                      | 10.135  | 2,23   |         |             |
| Total                     | Total                                            | 455.438 | 100,00 | 24      | Sin cambios |
| Registrados/Participación | Registrados/Participación                        | 587.222 | 77,56  |         |             |